# Ranunculus trautmannii
Ranunculus trautmannii är en ranunkelväxtart som beskrevs av Sóo. Ranunculus trautmannii ingår i släktet ranunkler, och familjen ranunkelväxter. Inga underarter finns listade i Catalogue of Life.